# Novi list
Novi list (Nya bladet) är en kroatiskspråkig dagstidning med huvudkontor i Rijeka i Kroatien. Tidningen grundades år 1900 och utkommer alla dagar utom helgdagar. Den distribueras över hela Kroatien även om den har flest läsare i Rijeka och Primorje-Gorski kotars län.
Novi list är Kroatiens äldsta dagstidning och har i politisk mening en center–vänster-profil.    

## Historik
Dagstidningen Novi list utkom för första gången den 2 januari 1900 i Sušak i dåvarande Österrike-Ungern. Den var en efterföljare till publikationen Hrvatska sloga (Kroatisk endräkt) som utkommit åren 1898–1899. Av politiska skäl utkom tidningen under olika namn på 1900-talet.   
Novi lists förste chefredaktör var den kroatiske Cavtat-födde journalisten och politikern Frano Supilo som förespråkade en förening av de sydslaviska folkgrupperna och sedermera var medlem i jugoslaviska kommittén. I mars 1900 flyttades tidningens huvudkontor till Fiume (Rijeka). Dagstidningens regimkritiska, anti-österrikisk-ungerska profil och allt större inflytande i de kroatiskspråkiga områdena inom Dubbelmonarkin ledde till att myndigheterna år 1907 genom ekonomiska påtryckningar försökte omöjliggöra dess utgivning. Dessa påtryckningar ledde till tidningens namnbyte samma år till Riečki Novi list (Rijekas Nya blad). Efter attentatet mot ärkehertigen och kronprinsen Franz Ferdinand i Sarajevo år 1914 valde Supilo att lämna sin tjänst som chefredaktör för Riečki Novi list. Det sista ocensurerade numret av tidningen under Supilos chefredaktörskap utkom den 19 december 1915.
År 1923 återupptogs tidningens publicering med namnet Primorski Novi list (Primorjes Nya blad) men dess utgivning förbjöds året därpå. Åren 1924–1925 utgavs tidningen med namnet Sušački Novi list (Sušaks Nya blad) för att med kortare avbrott utkomma under sitt tidigare namn Novi list åren 1925–1932. I journalistisk, politisk och kulturell bemärkelse uppnådde de senare upplagorna aldrig det inflytande som Novi list haft under Supilos ledning (1900–1915).
År 1947 återupptogs tidningens utgivning med namnet Riječki list (Rijekabladet). Från den 16 april 1954 utkom tidningen med det historiska namnet Novi list och år 1965 flyttade tidningens redaktion in i den byggnad den alltjämt är inhyst i och som delas med italienskspråkiga publikationen La Voce del Popolo.